# Tour de la Isla de Chongming 2017
La 11.ª edición del Tour de la Isla de Chongming (oficialmente: 2017年环崇明岛 ) se celebró en China entre el 5 y el 7 de mayo de 2017. La carrera consistió de un total de 3 etapas y recorrió las islas fluviales de Chongming y Changxing sobre una distancia total de 365,8 km.
La prueba hizo parte del UCI WorldTour Femenino 2017 como competencia de categoría 1.WWT del calendario ciclístico de máximo nivel mundial siendo la novena carrera de dicho circuito y fue ganada por la ciclista belga Jolien D'Hoore del equipo Wiggle High5. El podio lo completaron la ciclista neerlandesa Kirsten Wild del equipo Cylance y la ciclista australiana Chloe Hosking del equipo Alé Cipollini.

## Equipos participantes
Tomaron parte en la carrera un total de 18 equipos invitados por la organización de los cuales 14 corresponden a equipos de categoría UCI Team Femenino y 4 selecciones nacionales, quienes conformaron un pelotón de 104 ciclistas de las cuales terminaron 95.
| Equipos femeninos (14)- Alé Cipollini Galassia - Astana Women's Team - BePink Cogeas - BTC City Ljubljana - China Chongming-Liv Pro Cycling - Cylance Pro Cycling - Hitec Products - Minsk Cycling Club - Orica-Scott - Servetto Giusta - VéloCONCEPT Women - Team Tibco-Silicon Valley Bank - Wiggle High5 - WM3 Pro Cycling Equipos nacionales (4)- Hong Kong - Malasia - Rusia - República de China |
| |

## Etapas
| Etapa     | Fecha    | Recorrido                       | type        | Distancia (km) | Ganador        | Líder          |
| --------- | -------- | ------------------------------- | ----------- | -------------- | -------------- | -------------- |
| 1.ª etapa | 5 de may | Isla Chongming – Isla Chongming | etapa llana | 118,8          | Kirsten Wild   | Chloe Hosking  |
| 2.ª etapa | 6 de may | Isla Changxing – Isla Chongming | etapa llana | 135,4          | Jolien D'Hoore | Jolien D'Hoore |
| 3.ª etapa | 7 de may | Isla Chongming – Isla Chongming | etapa llana | 111,6          | Jolien D'Hoore | Jolien D'Hoore |

## Desarrollo de la carrera

### 1.ª etapa
| \| Clasificación de la etapa \| Clasificación de la etapa \| Clasificación de la etapa \| Clasificación de la etapa \| Clasificación de la etapa \| \| Ciclista \| Ciclista \| Equipo \| Tiempo \| \| \| ------------------------- \| ------------------------- \| ------------------------- \| ------------------------- \| ------------------------- \| \| 1.ª \| Kirsten Wild \| Cylance \| 3 h 03 min 40 s \| \| \| 2.ª \| Chloe Hosking \| Alé Cipollini \| + 0 s \| \| \| 3.ª \| Sarah Roy \| Orica-Scott \| + 0 s \| \| \| 4.ª \| Annette Edmondson \| Wiggle High5 \| + 0 s \| \| \| 5.ª \| Marta Bastianelli \| Alé Cipollini \| + 0 s \| \| \| 6.ª \| Maria Vittoria Sperotto \| BePink Cogeas \| + 0 s \| \| \| 7.ª \| Alison Jackson \| BePink Cogeas \| + 0 s \| \| \| 8.ª \| Arianna Fidanza \| Astana Women's Team \| + 0 s \| \| \| 9.ª \| Christina Siggaard \| VéloCONCEPT Women \| + 0 s \| \| \| 10.ª \| Jolien D'Hoore \| Wiggle High5 \| + 0 s \| \| |                         |                     |                 |
| |                         |                     |                 |
| Fuentes: ProCyclingStats Cycling Quotient |                         |                     |                 |
| Clasificación de la etapa |                         |                     |                 |
| Ciclista | Ciclista                | Equipo              | Tiempo          |
| 1.ª | Kirsten Wild            | Cylance             | 3 h 03 min 40 s |
| 2.ª | Chloe Hosking           | Alé Cipollini       | + 0 s           |
| 3.ª | Sarah Roy               | Orica-Scott         | + 0 s           |
| 4.ª | Annette Edmondson       | Wiggle High5        | + 0 s           |
| 5.ª | Marta Bastianelli       | Alé Cipollini       | + 0 s           |
| 6.ª | Maria Vittoria Sperotto | BePink Cogeas       | + 0 s           |
| 7.ª | Alison Jackson          | BePink Cogeas       | + 0 s           |
| 8.ª | Arianna Fidanza         | Astana Women's Team | + 0 s           |
| 9.ª | Christina Siggaard      | VéloCONCEPT Women   | + 0 s           |
| 10.ª | Jolien D'Hoore          | Wiggle High5        | + 0 s           |

| \| Clasificación general \| Clasificación general \| Clasificación general \| Clasificación general \| Clasificación general \| \| Ciclista \| Ciclista \| Equipo \| Tiempo \| \| \| --------------------- \| ----------------------- \| --------------------- \| --------------------- \| --------------------- \| \| 1.ª \| Chloe Hosking \| Alé Cipollini \| 3 h 03 min 29 s \| \| \| 2.ª \| Kirsten Wild \| Cylance \| + 1 s \| \| \| 3.ª \| Sarah Roy \| Orica-Scott \| + 7 s \| \| \| 4.ª \| Jolien D'Hoore \| Wiggle High5 \| + 8 s \| \| \| 5.ª \| Maria Vittoria Sperotto \| BePink Cogeas \| + 9 s \| \| \| 6.ª \| Annette Edmondson \| Wiggle High5 \| + 10 s \| \| \| 7.ª \| Emilie Moberg \| Hitec Products \| + 10 s \| \| \| 8.ª \| Marta Bastianelli \| Alé Cipollini \| + 11 s \| \| \| 9.ª \| Alison Jackson \| BePink Cogeas \| + 11 s \| \| \| 10.ª \| Arianna Fidanza \| Astana Women's Team \| + 11 s \| \| |                         |                     |                 |
| |                         |                     |                 |
| Fuentes: ProCyclingStats Cycling Quotient |                         |                     |                 |
| Clasificación general |                         |                     |                 |
| Ciclista | Ciclista                | Equipo              | Tiempo          |
| 1.ª | Chloe Hosking           | Alé Cipollini       | 3 h 03 min 29 s |
| 2.ª | Kirsten Wild            | Cylance             | + 1 s           |
| 3.ª | Sarah Roy               | Orica-Scott         | + 7 s           |
| 4.ª | Jolien D'Hoore          | Wiggle High5        | + 8 s           |
| 5.ª | Maria Vittoria Sperotto | BePink Cogeas       | + 9 s           |
| 6.ª | Annette Edmondson       | Wiggle High5        | + 10 s          |
| 7.ª | Emilie Moberg           | Hitec Products      | + 10 s          |
| 8.ª | Marta Bastianelli       | Alé Cipollini       | + 11 s          |
| 9.ª | Alison Jackson          | BePink Cogeas       | + 11 s          |
| 10.ª | Arianna Fidanza         | Astana Women's Team | + 11 s          |

### 2.ª etapa
| \| Clasificación de la etapa \| Clasificación de la etapa \| Clasificación de la etapa \| Clasificación de la etapa \| Clasificación de la etapa \| \| Ciclista \| Ciclista \| Equipo \| Tiempo \| \| \| ------------------------- \| ------------------------- \| ------------------------- \| ------------------------- \| ------------------------- \| \| 1.ª \| Jolien D'Hoore \| Wiggle High5 \| 3 h 32 min 25 s \| \| \| 2.ª \| Kirsten Wild \| Cylance \| + 0 s \| \| \| 3.ª \| Anna Zita Maria Stricker \| BTC City Ljubljana \| + 0 s \| \| \| 4.ª \| Chloe Hosking \| Alé Cipollini \| + 0 s \| \| \| 5.ª \| Emilie Moberg \| Hitec Products \| + 0 s \| \| \| 6.ª \| Marta Bastianelli \| Alé Cipollini \| + 0 s \| \| \| 7.ª \| Maria Vittoria Sperotto \| BePink Cogeas \| + 0 s \| \| \| 8.ª \| Christina Siggaard \| VéloCONCEPT Women \| + 0 s \| \| \| 9.ª \| Anna Trevisi \| Alé Cipollini \| + 0 s \| \| \| 10.ª \| Jeanne Korevaar \| WM3 \| + 0 s \| \| |                          |                    |                 |
| |                          |                    |                 |
| Fuentes: ProCyclingStats Cycling Quotient |                          |                    |                 |
| Clasificación de la etapa |                          |                    |                 |
| Ciclista | Ciclista                 | Equipo             | Tiempo          |
| 1.ª | Jolien D'Hoore           | Wiggle High5       | 3 h 32 min 25 s |
| 2.ª | Kirsten Wild             | Cylance            | + 0 s           |
| 3.ª | Anna Zita Maria Stricker | BTC City Ljubljana | + 0 s           |
| 4.ª | Chloe Hosking            | Alé Cipollini      | + 0 s           |
| 5.ª | Emilie Moberg            | Hitec Products     | + 0 s           |
| 6.ª | Marta Bastianelli        | Alé Cipollini      | + 0 s           |
| 7.ª | Maria Vittoria Sperotto  | BePink Cogeas      | + 0 s           |
| 8.ª | Christina Siggaard       | VéloCONCEPT Women  | + 0 s           |
| 9.ª | Anna Trevisi             | Alé Cipollini      | + 0 s           |
| 10.ª | Jeanne Korevaar          | WM3                | + 0 s           |

| \| Clasificación general \| Clasificación general \| Clasificación general \| Clasificación general \| Clasificación general \| \| Ciclista \| Ciclista \| Equipo \| Tiempo \| \| \| --------------------- \| ------------------------ \| --------------------- \| --------------------- \| --------------------- \| \| 1.ª \| Jolien D'Hoore \| Wiggle High5 \| 6 h 35 min 48 s \| \| \| 2.ª \| Kirsten Wild \| Cylance \| + 1 s \| \| \| 3.ª \| Chloe Hosking \| Alé Cipollini \| + 3 s \| \| \| 4.ª \| Anna Zita Maria Stricker \| BTC City Ljubljana \| + 13 s \| \| \| 5.ª \| Sarah Roy \| Orica-Scott \| + 13 s \| \| \| 6.ª \| Emilie Moberg \| Hitec Products \| + 14 s \| \| \| 7.ª \| Maria Vittoria Sperotto \| BePink Cogeas \| + 15 s \| \| \| 8.ª \| Christina Siggaard \| VéloCONCEPT Women \| + 15 s \| \| \| 9.ª \| Annette Edmondson \| Wiggle High5 \| + 16 s \| \| \| 10.ª \| Jelena Erić \| BTC City Ljubljana \| + 16 s \| \| |                          |                    |                 |
| |                          |                    |                 |
| Fuentes: ProCyclingStats Cycling Quotient |                          |                    |                 |
| Clasificación general |                          |                    |                 |
| Ciclista | Ciclista                 | Equipo             | Tiempo          |
| 1.ª | Jolien D'Hoore           | Wiggle High5       | 6 h 35 min 48 s |
| 2.ª | Kirsten Wild             | Cylance            | + 1 s           |
| 3.ª | Chloe Hosking            | Alé Cipollini      | + 3 s           |
| 4.ª | Anna Zita Maria Stricker | BTC City Ljubljana | + 13 s          |
| 5.ª | Sarah Roy                | Orica-Scott        | + 13 s          |
| 6.ª | Emilie Moberg            | Hitec Products     | + 14 s          |
| 7.ª | Maria Vittoria Sperotto  | BePink Cogeas      | + 15 s          |
| 8.ª | Christina Siggaard       | VéloCONCEPT Women  | + 15 s          |
| 9.ª | Annette Edmondson        | Wiggle High5       | + 16 s          |
| 10.ª | Jelena Erić              | BTC City Ljubljana | + 16 s          |

### 3.ª etapa
| \| Clasificación de la etapa \| Clasificación de la etapa \| Clasificación de la etapa \| Clasificación de la etapa \| Clasificación de la etapa \| \| Ciclista \| Ciclista \| Equipo \| Tiempo \| \| \| ------------------------- \| ------------------------- \| ------------------------- \| ------------------------- \| ------------------------- \| \| 1.ª \| Jolien D'Hoore \| Wiggle High5 \| 2 h 48 min 31 s \| \| \| 2.ª \| Kirsten Wild \| Cylance \| + 0 s \| \| \| 3.ª \| Chloe Hosking \| Alé Cipollini \| + 0 s \| \| \| 4.ª \| Sarah Roy \| Orica-Scott \| + 0 s \| \| \| 5.ª \| Jelena Erić \| BTC City Ljubljana \| + 0 s \| \| \| 6.ª \| Kendall Ryan \| Tibco-Silicon Valley Bank \| + 0 s \| \| \| 7.ª \| Simona Frapporti \| Hitec Products \| + 0 s \| \| \| 8.ª \| Emilie Moberg \| Hitec Products \| + 0 s \| \| \| 9.ª \| Arianna Fidanza \| Astana Women's Team \| + 0 s \| \| \| 10.ª \| Daniela Gass \| Servetto Giusta \| + 0 s \| \| |                  |                           |                 |
| |                  |                           |                 |
| Fuente: ProCyclingStats |                  |                           |                 |
| Clasificación de la etapa |                  |                           |                 |
| Ciclista | Ciclista         | Equipo                    | Tiempo          |
| 1.ª | Jolien D'Hoore   | Wiggle High5              | 2 h 48 min 31 s |
| 2.ª | Kirsten Wild     | Cylance                   | + 0 s           |
| 3.ª | Chloe Hosking    | Alé Cipollini             | + 0 s           |
| 4.ª | Sarah Roy        | Orica-Scott               | + 0 s           |
| 5.ª | Jelena Erić      | BTC City Ljubljana        | + 0 s           |
| 6.ª | Kendall Ryan     | Tibco-Silicon Valley Bank | + 0 s           |
| 7.ª | Simona Frapporti | Hitec Products            | + 0 s           |
| 8.ª | Emilie Moberg    | Hitec Products            | + 0 s           |
| 9.ª | Arianna Fidanza  | Astana Women's Team       | + 0 s           |
| 10.ª | Daniela Gass     | Servetto Giusta           | + 0 s           |

## Clasificaciones finales
Las clasificaciones finalizaron de la siguiente forma:

### Clasificación general
| \| Clasificación general \| Clasificación general \| Clasificación general \| Clasificación general \| Clasificación general \| \| Ciclista \| Ciclista \| Equipo \| Tiempo \| \| \| --------------------- \| ------------------------ \| --------------------- \| --------------------- \| --------------------- \| \| 1.ª \| Jolien D'Hoore \| Wiggle High5 \| 9 h 24 min 09 s \| \| \| 2.ª \| Kirsten Wild \| Cylance \| + 5 s \| \| \| 3.ª \| Chloe Hosking \| Alé Cipollini \| + 6 s \| \| \| 4.ª \| Sarah Roy \| Orica-Scott \| + 23 s \| \| \| 5.ª \| Christina Siggaard \| VéloCONCEPT Women \| + 23 s \| \| \| 6.ª \| Anna Zita Maria Stricker \| BTC City Ljubljana \| + 23 s \| \| \| 7.ª \| Emilie Moberg \| Hitec Products \| + 24 s \| \| \| 8.ª \| Kseniya Dobrynina \| Servetto Giusta \| + 24 s \| \| \| 9.ª \| Maria Vittoria Sperotto \| BePink Cogeas \| + 25 s \| \| \| 10.ª \| Annette Edmondson \| Wiggle High5 \| + 25 s \| \| |                          |                    |                 |
| |                          |                    |                 |
| Fuente: ProCyclingStats |                          |                    |                 |
| Clasificación general |                          |                    |                 |
| Ciclista | Ciclista                 | Equipo             | Tiempo          |
| 1.ª | Jolien D'Hoore           | Wiggle High5       | 9 h 24 min 09 s |
| 2.ª | Kirsten Wild             | Cylance            | + 5 s           |
| 3.ª | Chloe Hosking            | Alé Cipollini      | + 6 s           |
| 4.ª | Sarah Roy                | Orica-Scott        | + 23 s          |
| 5.ª | Christina Siggaard       | VéloCONCEPT Women  | + 23 s          |
| 6.ª | Anna Zita Maria Stricker | BTC City Ljubljana | + 23 s          |
| 7.ª | Emilie Moberg            | Hitec Products     | + 24 s          |
| 8.ª | Kseniya Dobrynina        | Servetto Giusta    | + 24 s          |
| 9.ª | Maria Vittoria Sperotto  | BePink Cogeas      | + 25 s          |
| 10.ª | Annette Edmondson        | Wiggle High5       | + 25 s          |

### Clasificación por puntos
| Clasificación por puntos | Clasificación por puntos | Clasificación por puntos | Clasificación por puntos | Clasificación por puntos |
| Ciclista                 | Ciclista                 | Equipo                   | Puntos                   |                          |
| ------------------------ | ------------------------ | ------------------------ | ------------------------ | ------------------------ |
| 1.ª                      | Chloe Hosking            | Alé Cipollini            | 48 pts                   |                          |
| 2.ª                      | Jolien D'Hoore           | Wiggle High5             | 40 pts                   |                          |
| 3.ª                      | Kirsten Wild             | Cylance                  | 38 pts                   |                          |
| 4.ª                      | Sarah Roy                | Orica-Scott              | 18 pts                   |                          |
| 5.ª                      | Emilie Moberg            | Hitec Products           | 13 pts                   |                          |
| 6.ª                      | Maria Vittoria Sperotto  | BePink Cogeas            | 12 pts                   |                          |
| 7.ª                      | Christina Siggaard       | VéloCONCEPT Women        | 11 pts                   |                          |
| 8.ª                      | Marta Bastianelli        | Alé Cipollini            | 11 pts                   |                          |
| 9.ª                      | Anna Zita Maria Stricker | BTC City Ljubljana       | 10 pts                   |                          |
| 10.ª                     | Annette Edmondson        | Wiggle High5             | 10 pts                   |                          |

### Clasificación de la montaña
| Clasificación de la montaña | Clasificación de la montaña | Clasificación de la montaña | Clasificación de la montaña | Clasificación de la montaña |
| Ciclista                    | Ciclista                    | Equipo                      | Puntos                      |                             |
| --------------------------- | --------------------------- | --------------------------- | --------------------------- | --------------------------- |
| 1.ª                         | Jolien D'Hoore              | Wiggle High5                | 14 pts                      |                             |
| 2.ª                         | Kirsten Wild                | Cylance                     | 12 pts                      |                             |
| 3.ª                         | Chloe Hosking               | Alé Cipollini               | 10 pts                      |                             |
| 4.ª                         | Sarah Roy                   | Orica-Scott                 | 8 pts                       |                             |
| 5.ª                         | Jelena Erić                 | BTC City Ljubljana          | 6 pts                       |                             |
| 6.ª                         | Kendall Ryan                | Tibco-Silicon Valley Bank   | 5 pts                       |                             |
| 7.ª                         | Simona Frapporti            | Hitec Products              | 4 pts                       |                             |
| 8.ª                         | Emilie Moberg               | Hitec Products              | 3 pts                       |                             |
| 9.ª                         | Arianna Fidanza             | Astana Women's Team         | 2 pts                       |                             |
| 10.ª                        | Daniela Gass                | Servetto Giusta             | 1 pt                        |                             |

### Clasificación del mejor joven
| Clasificación del mejor joven | Clasificación del mejor joven | Clasificación del mejor joven | Clasificación del mejor joven | Clasificación del mejor joven |
| Ciclista                      | Ciclista                      | Equipo                        | Tiempo                        |                               |
| ----------------------------- | ----------------------------- | ----------------------------- | ----------------------------- | ----------------------------- |
| 1.ª                           | Maria Vittoria Sperotto       | BePink Cogeas                 | 9 h 24 min 34 s               |                               |
| 2.ª                           | Anastasia Iakovenko           | Rusia                         | + 0 s                         |                               |
| 3.ª                           | Jelena Erić                   | BTC City Ljubljana            | + 1 s                         |                               |
| 4.ª                           | Arianna Fidanza               | Astana Women's Team           | + 2 s                         |                               |
| 6.ª                           | Agnieszka Skalniak            | Astana Women's Team           | + 2 s                         |                               |
| 7.ª                           | Karina Kasenova               | Rusia                         | + 2 s                         |                               |
| 8.ª                           | Jeanne Korevaar               | WM3                           | + 2 s                         |                               |
| 9.ª                           | Amiliya Iskakova              | Astana Women's Team           | + 2 s                         |                               |
| 10.ª                          | Pang Yao                      | Hong Kong                     | + 2 s                         |                               |

### Clasificación por equipos
| Clasificación por equipos | Clasificación por equipos | Clasificación por equipos | Clasificación por equipos |
| Equipo                    | Equipo                    | Tiempo                    |                           |
| ------------------------- | ------------------------- | ------------------------- | ------------------------- |
| 1.º                       | Alé Cipollini Galassia    | 28 h 13 min 48 s          |                           |
| 2.º                       | Hitec Products            | + 0 s                     |                           |
| 3.º                       | BTC City Ljubljana        | + 0 s                     |                           |
| 4.º                       | Wiggle High5              | + 0 s                     |                           |
| 5.º                       | Astana Women's Team       | + 0 s                     |                           |
| 6.º                       | BePink Cogeas             | + 0 s                     |                           |
| 7.º                       | Servetto Giusta           | + 0 s                     |                           |
| 8.º                       | Minsk Cycling Club        | + 0 s                     |                           |
| 9.º                       | Rusia                     | + 0 s                     |                           |
| 10.º                      | Hong Kong                 | + 0 s                     |                           |

## Evolución de las clasificaciones
| Etapa                   | Vencedora               | Clasificación general | Clasificación por puntos | Clasificación de la montaña | Clasificación de las jóvenes | Clasificación de la mejor asiática | Clasificación por equipos |
| ----------------------- | ----------------------- | --------------------- | ------------------------ | --------------------------- | ---------------------------- | ---------------------------------- | ------------------------- |
| 1.ª                     | Kirsten Wild            | Chloe Hosking         | Chloe Hosking            | Mia Radotić                 | Maria Vittoria Sperotto      | Wing Yee Leung                     | Alé Cipollini             |
| 2.ª                     | Jolien D'Hoore          | Jolien D'Hoore        | Chloe Hosking            | Jolien D'Hoore              | Maria Vittoria Sperotto      | Xi Sha Zhao                        | Alé Cipollini             |
| 3.ª                     | Jolien D'Hoore          | Jolien D'Hoore        | Chloe Hosking            | Jolien D'Hoore              | Maria Vittoria Sperotto      | Yixian Pu                          | Alé Cipollini             |
| Clasificaciones finales | Clasificaciones finales | Jolien D'Hoore        | Chloe Hosking            | Jolien D'Hoore              | Maria Vittoria Sperotto      | Yixian Pu                          | Alé Cipollini             |

## UCI WorldTour Femenino
El Tour de la Isla de Chongming otorga puntos para el UCI WorldTour Femenino 2017, incluyendo a todas las corredoras de los equipos en las categorías UCI Team Femenino. Las siguientes tablas muestran el baremo de puntuación y las 10 corredoras que obtuvieron más puntos:
| Posición              | 1.ª | 2.ª | 3.ª | 4.ª | 5.ª | 6.ª | 7.ª | 8.ª | 9.ª | 10.ª | 11.ª | 12.ª | 13.ª | 14.ª | 15.ª | 16.ª | 17.ª | 18.ª | 19.ª | 20.ª |
| Clasificación general | 120 | 100 | 85  | 70  | 60  | 50  | 40  | 35  | 30  | 25   | 20   | 18   | 16   | 14   | 12   | 10   | 8    | 6    | 4    | 2    |
| Por etapa             | 25  | 20  | 18  | 16  | 14  | 12  | 10  | 8   | 6   | 4    |      |      |      |      |      |      |      |      |      |      |
| Líder                 | 6   |     |     |     |     |     |     |     |     |      |      |      |      |      |      |      |      |      |      |      |

| Clasificación | Clasificación            | Clasificación            | Clasificación | Clasificación | Clasificación | Clasificación |
| Posición      | Ciclista                 | Equipo                   | General       | Etapa         | Líder         | Total         |
| ------------- | ------------------------ | ------------------------ | ------------- | ------------- | ------------- | ------------- |
| 1.ª           | Jolien D'Hoore           | Wiggle High5             | 120           | 54            | 6             | 180           |
| 2.ª           | Kirsten Wild             | Cylance Pro Cycling      | 100           | 65            | -             | 165           |
| 3.ª           | Chloe Hosking            | Alé Cipollini            | 85            | 54            | 6             | 145           |
| 4.ª           | Sarah Roy                | Orica-Scott              | 70            | 34            | -             | 104           |
| 5.ª           | Christina Siggaard       | Team Virtu Cycling Women | 60            | 14            | -             | 74            |
| 6.ª           | Anna Zita Maria Stricker | BTC City Ljubljana       | 50            | 18            | -             | 68            |
| 7.ª           | Emilie Moberg            | Hitec Products           | 40            | 22            | -             | 62            |
| 8.ª           | Maria Vittoria Sperotto  | BePink Cogeas            | 30            | 22            | -             | 52            |
| 9.ª           | Annette Edmondson        | Wiggle High5             | 25            | 16            | -             | 41            |
| 10.ª          | Kseniya Dobrynina        | Servetto Giusta          | 35            | -             | -             | 35            |